# Anna-Clara Blixt Modin
Anna-Clara Blixt Modin, född Bengtsdotter Blixt 6 februari 1972 i Matteus församling i Stockholm,  är en svensk musikalartist, kulturentreprenör och tidigare programledare.

## Biografi
Anna-Clara Blixt Modin utbildade sig till musikalartist vid Kulturama i Stockholm och har även studerat kulturvetenskap vid Stockholms universitet och teatervetenskap vid Universität Wien. Hon har medverkat i musikaler som Celine såväl som långfilmer och tv-produktioner som Gustav III:s äktenskap (2001), Rånarna (2004) och Varannan vecka (2007). Hon har dessutom varit verksam inom tv-produktionsbolag och som tv-programledare i Tyskland.
För att underlätta förmedlingen av kontakter mellan artister och producenter inom kultur- och underhållningsbranschen i Europa startade hon tillsammans med bland andra Thomas Flores år 2000 företaget StagePool AB med riskkapital från bland andra Björn Ulvaeus och Erik Penser. Företaget, för vilket hon är styrelseordförande och försäljningschef, har utvecklats till det största av sitt slag i Europa. Sedan hösten 2008 har hon även drivit Ubetoo AB, ett företag där okontrakterade upphovsmän har avsetts kunna få intäkter på sin video eller sin musik. Hon är också ofta  föreläsare vid skolor och företag. 
Hon är gift med Magnus Modin, VD för StagePool AB.

## Priser och utmärkelser
- Narrenpriset för "Årets förmedlare 2006", Svenska Eventakademien.[1]
- Sveriges mest spännande entreprenörer 2003 för "Bästa Producent", Företagarna/Shortcut.[2]